# Clelia Barbieri
Clelia Barbieri, född 13 februari 1847 i byn Le Budrie, San Giovanni in Persiceto i provinsen Bologna, Italien, död 13 juli 1870 i Bologna, var en italiensk jungfru och ordensgrundare. Hon grundade kongregationen Suore Minime dell'Addolorata. Clelia Barbieri vördas som helgon inom Romersk-katolska kyrkan. Hennes minnesdag firas den 13 juli.

## Biografi
Clelia Barbieri var dotter till Giuseppe och Giacinta Nannetti, som var bönder i Le Budrie. 1868 bildade hon tillsammans med några vänner ett fromt sällskap som ägnade sig åt att undervisa ungdomar i katekesen samt hjälpa fattiga och sjuka.
Clelia Barbieri saligförklarades av påve Paulus VI den 27 oktober 1968. Påve Johannes Paulus II helgonförklarade henne den 9 april 1989.